# Тереховка (Московская область)
Тереховка — деревня в Лотошинском районе Московской области России.
Относится к городскому поселению Лотошино, до реформы 2006 года относилась к Михалёвскому сельскому округу. Население — 11 чел. (2010).

## География
Расположена в южной части городского поселения, примерно в 7 км к югу от районного центра — посёлка городского типа Лотошино, на левом берегу реки Лоби, впадающей в Шошу. Соседние населённые пункты — деревни Володино, Кульпино, Горсткино, Володино и Кряково.

## Исторические сведения
В «Списке населённых мест» 1862 года Тереховка — владельческая деревня 2-го стана Волоколамского уезда Московской губернии по правую сторону Зубцовского тракта, при реке Лоби, в 27 верстах от уездного города, с 5 дворами и 54 жителями (24 мужчины, 30 женщин).
До 1924 года входила в состав Кульпинской волости, а после её упразднения — в состав вновь образованной Раменской волости.
По материалам Всесоюзной переписи населения 1926 года деревня относилась к Кульпинскому сельсовету, в ней проживало 64 человека (25 мужчин, 39 женщин), насчитывалось 14 крестьянских хозяйств.
С 1929 года — населённый пункт в составе Лотошинского района Московской области.

## Население
| 1852 | 1859 | 1926 | 2002 | 2006 | 2010 |
| ---- | ---- | ---- | ---- | ---- | ---- |
| 54   | →54  | ↗64  | ↘16  | ↘13  | ↘11  |